# Margarete Weißkircher

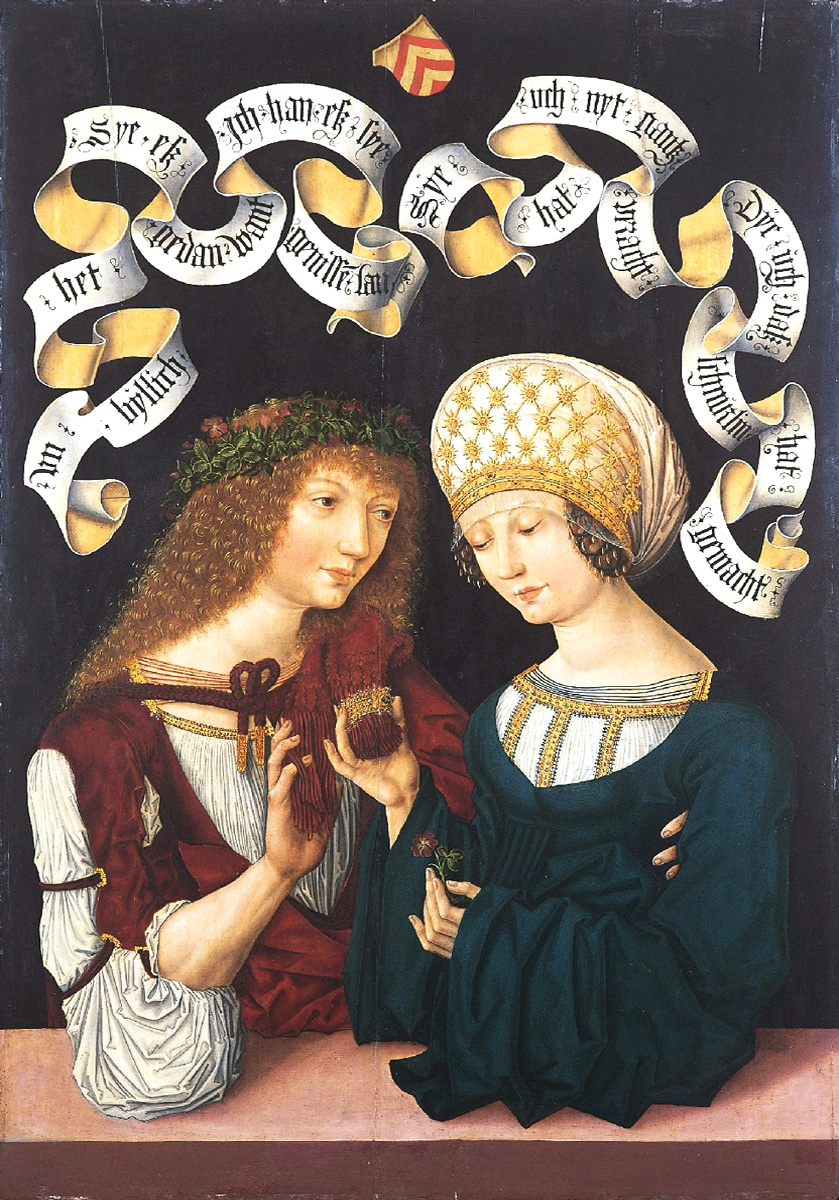
Das Gothaer Liebespaar, mit hoher Wahrscheinlichkeit: Graf Philipp I. (der Jüngere) und Margaret Weißkircher

Margarete Weißkircher (* um 1460; † nach 1500) war die – nicht standesgemäße – Lebensgefährtin des Grafen Philipp I. (des Jüngeren) von Hanau-Münzenberg nach dem Tod seiner Frau Adriana von Nassau-Dillenburg (1477). Margarete Weißkircher war eine Hanauer Untertanin.

## Bedeutung
Ihre Bedeutung erlangt sie vor allem dadurch, dass sie zusammen mit Graf Philipp I. auf dem ältesten erhaltenen großformatigen Doppel-Porträt der Kunstgeschichte, dem so genannten Gothaer Liebespaar, dargestellt ist.

## Biographie
Darüber hinaus ist sie urkundlich verhältnismäßig gut belegt – allerdings immer noch sehr viel schlechter, als das bei ebenbürtigen Heiraten der Fall ist. Gleichwohl sind Belege dieses Umfangs für eine nicht-standesgemäße Lebensgefährtin eines Adeligen im 15. Jahrhundert selten. Allerdings sind weder Geburts- noch Sterbejahr überliefert.
Das Verhältnis zwischen ihr und dem Grafen war offensichtlich allgemein akzeptiert. Er trat öffentlich mit ihr auf und bedachte sie in seinem Testament. Dort bezeichnet er sie als Dirne, was sicher nicht im Sinne des späteren Gebrauchs des Wortes abwertend gemeint war, aber klarstellt, dass die beiden nicht verheiratet waren. An anderer Stelle wird sie sogar als seine Frau bezeichnet. 
Das Paar hatte gemeinsame Kinder, die hinsichtlich der Grafschaft nicht erbberechtigt waren und dem Stand ihres Vaters nicht folgten:
1. Else von Hanau, verheiratet 1508 mit Heinrich Rabe, gräflich-hanauischer „Beamter“ („Knecht“)
2. Johann von Hanau-Münzenberg, Pfarrer in Ober-Roden, Pfründner in Niederdorfelden. Er führte das Hanauer Wappen mit Bastardfaden.
3. Anna von Hanau (Geburts- und Sterbedatum nicht bekannt). Der Sohn Philipps aus erster Ehe und dessen Nachfolger, Graf Reinhard IV., sorgte auch nach dem Tod des Vaters für seine Halbschwester. Sie heiratete 1517 oder 1518[3] Dietz Reuter († 1537), Keller zu Ortenberg.[4]

Auch diese Kinder bedenkt Philipp in seinem Testament, und die gräfliche Familie sorgte nach seinem Tod für deren Einkommen und gute Ehen.
Nach seinem Tod heiratete Margarete Weißkircher Hermann Zeiler. Zur Hochzeit erhielten sie von Graf Reinhard IV. von Hanau-Münzenberg zehn Achtel Korn und fünf Gulden aus der Kellerei Ortenberg verliehen, die bei Kinderlosigkeit an die Grafschaft zurückfallen sollten. Das Geschenk hatte einen Wert von 200 Gulden.

## Verweise
1. ↑  Die detailliertesten Angaben finden sich bei Bernhard, S. 354
2. ↑  Staatsarchiv Marburg: O.I.a. 1500 Mai 4
3. ↑  Zimmermann, S. 672; der Ehevertrag stammt vom 29. Dezember 1517: Staatsarchiv Marburg, O.I.a.
4. ↑  Spieß, S. 390, Anm. 372, deutet den Namen wörtlich und geht davon aus, dass er Reitknecht gewesen sei.
5. ↑  Johann Adam Bernhard: Acta und Historiae der Herrn und Grafen von Hanau. [Handschrift], 18. Jahrhundert: Staatsarchiv Marburg, Signatur: H 146, S. 354.

| Personendaten    | Personendaten                                              |
| ---------------- | ---------------------------------------------------------- |
| NAME             | Weißkircher, Margarete                                     |
| KURZBESCHREIBUNG | Lebensgefährtin des Grafen Philipp I. von Hanau-Münzenberg |
| GEBURTSDATUM     | um 1460                                                    |
| STERBEDATUM      | nach 1500                                                  |